# Space Harrier II
Space Harrier II (スペースハリアーII?) è un videogioco del genere sparatutto a scorrimento pubblicato nel 1988 da SEGA per Sega Mega Drive. Seguito di Space Harrier ideato da Kotaro Hayashida, è uno dei titoli di lancio della console.
Il videogioco è stato convertito per diversi home computer dalla Teque Software e pubblicato dalla Grandslam Entertainments nel 1990. Uscì anche in sala giochi, come uno dei titoli disponibili sul cabinato Mega-Tech basato sul Mega Drive. Distribuito anni dopo tramite Virtual Console per Wii e disponibile su Steam per Microsoft Windows, il gioco era inoltre pubblicato sull'App Store.